# الكونيرا
بلدية الكونيرا (بالإسبانية: Alconera)‏, هي إحدى بلديات مقاطعة بطليوس, التي تقع في منطقة إكستريمادورا, والتي تقع في غرب إسبانيا.
يبلغ عدد سكانها 737 نسمة وفقاً لإحصائية سنة (2002).